# Каслинское городское поселение
Каслинское городско́е поселе́ние — муниципальное образование в Каслинском районе Челябинской области Российской Федерации.
Административный центр — город Касли.

## История
Статус и границы городского поселения установлены Законом Челябинской области от 16 ноября 2004 года № 312-ЗО «О статусе и границах Каслинского муниципального района, городских и сельских поселений в его составе».

## Население
| 2002    | 2009    | 2010    | 2011    | 2012    | 2013    | 2014    |
| ------- | ------- | ------- | ------- | ------- | ------- | ------- |
| 26 408  | ↘18 030 | ↘17 032 | ↘17 016 | ↘16 934 | ↘16 822 | ↘16 744 |
| 2015    | 2016    | 2017    | 2018    | 2019    | 2020    | 2021    |
| ↘16 680 | ↘16 526 | ↘16 295 | ↘16 046 | ↘15 881 | ↘15 703 | ↘15 413 |
| 2023    |         |         |         |         |         |         |
| ↘15 030 |         |         |         |         |         |         |

## Состав городского поселения
| № | Населённый пункт | Тип населённого пункта        | Население |
| - | ---------------- | ----------------------------- | --------- |
| 1 | Касли            | город, административный центр | ↘15 006   |
| 2 | Пригородный      | посёлок                       | →30       |